# Noricum
Noricum – prowincja rzymska położona na południe od Dunaju na obszarze dzisiejszej Styrii, Karyntii i Górnej Austrii.
Nazwa prowincji pochodzi od celtyckiego królestwa Noricum, które zostało podbite przez Rzymian w 16 p.n.e. Około 40 r. n.e. cesarz Klaudiusz nadał tym ziemiom status prowincji. Stolicą prowincji zostało Virunum.
Cesarz Dioklecjan podzielił prowincję na Noricum Ripense i Noricum Mediterraneum, gdzie stacjonował legion Legio I Noricorum.